# Варнава (Дробышев)
Архимандри́т Варна́ва (в миру Василий Павлович Дробышев; 1939, Старый Оскол — 13 декабря 2012, Курская область) — архимандрит Русской Православной Церкви, духовник Курской Коренной пустыни.

## Биография
В 1971 году он окончил Ленинградскую духовную академию и был определён на служение в Курскую епархию.
В 1977 году архиепископом Курским и Белгородским Хризостомом (Мартишкиным) рукоположён в сан диакона, а затем во пресвитера. Служил на разных приходах Курской епархии.
6 марта 1988 года возведён в сан протоиерея.
5 января 1996 года архиепископом Курским и Рыльским Ювеналием пострижен в монашество с именем Варнава. 13 января 1996 года в Верхне-Троицком храме Курска игумен Варнава (Дробышев) был возведён в сан архимандрита.
C 22 января 1996 года по 3 августа 1999 года являлся ректором Курской духовной семинарии.
С 1999 года направлен в число братии Знаменского мужского монастыря и назначен духовником монастыря и епархии.
В 2005 году был направлен в число братии Курской Коренной Рождества Пресвятой Богородицы пустыни с возложением послушания духовника обители.
За усердное служение Церкви архимандрит Варнава был удостоен всех иерархических церковных наград священнослужителя.
В последние годы жизни тяжело болел. В течение недели перед кончиной он ежедневно причащался Таинств Христовых, был мирен и радостен духом, несмотря на тяжёлую болезнь.
Скончался 13 декабря 2012 года. Отпевание и погребение архимандрита Варнавы состоялось 15 декабря, в Курской Коренной пустыни при многочисленном стечении верующих. На отпевании присутствовали епископ Железногорский Вениамин (Королёв), прежний наместник монастыря, архимандрит Иоанн (Рудаков), нынешний наместник обители игумен Серафим (Котельников).
Похоронен на территории монастыря, рядом с могилкой иеросхимонаха Иоанна (Бузова), ученика известного в советские годы старца архимандрита Серафима (Тяпочкина).